# Ovios
Ovios es un  género de lepidópteros perteneciente a la familia Noctuidae. Es originario de África.

## Especies
- Ovios capensis Herrich-Schäffer, [1854]
- Ovios nealces Fawcet, 1915